# Braathens Regional Airlines
Braathens Regional Airlines (BRA) är ett svenskt flygbolag, bildat 2016 av Malmö Aviation, Sverigeflyg och Braathens Regional. Företagets majoritetsägare är investmentföretaget Braganza, som i sin tur ägs av Per G. Braathen. Sedan oktober 2021 är pensionsbolaget AMF Pension minoritetsägare i BRA. 

## Egen trafik
Fram till 31 december 2024 flög BRA i egen regi med Stockholm-Bromma flygplats som sin primära hub och är Sveriges största inrikesflygbolag sett till antalet flyglinjer som bolaget trafikerar. 
Den 17 september 2024 meddelades att BRA upphör med trafik i eget namn och kommer att flyga på uppdrag av SAS samt andra kontraktsflygningar från och med 1 januari 2025. Därmed upphöde BRA med trafik på Bromma flygplats.
BRA flög vid årsskiftet 2019/2020 till 19 destinationer. I mars 2020 hade bolaget en marknadsandel för svenskt inrikesflyg på 30 %. År 2018 hade företaget en omsättning på 2,4 miljarder kronor och 1 100 anställda.
På grund av Corona-pandemin ansökte BRA om företagsrekonstruktion den 7 april 2020. Rekonstruktionen genomfördes framgångsrikt och den flygoperativa verksamheten hölls vid liv bland annat genom charterflygningar. Den 12 maj 2021 återstartade BRA sin reguljära flygtrafik och BRA flyger idag 18 linjer, främst inom Sverige men även till Danmark och Finland. 
BRA har som mål att nå netto-noll utsläpp år 2030 och bolaget är pionjär inom fossilfritt flyg. Målet om netto-noll utsläpp ska uppnås bland annat genom att använda marknadens bränsleeffektivaste flygplan, bidra till att 100% bioflygbränsleanvändning certifieras snarast och att BRA blir ett av de första flygbolagen att ta in elflyg i sin flotta från göteborgsbaserade elflygstillverkaren Heart Aerospace. 
Den 28 april 2022 lanserade BRA ett nytt upplägg för sina flygbiljetter där kunden redan i första bokningssteget kan välja om kunden vill ha en ordinarie flygbiljett eller en bioflygbiljett och därefter biljettyp. Bioflygbiljetten innehåller då 50% bioflygbränsle.

### Historia
BRA bildades i februari 2016 genom ett samgående av Malmö Aviation, Sverigeflyg, Braathens Regional (i vilket tidigare Golden Air uppgått), Braathens Technical, Braathens Training, Gotlandsflyg, Kullaflyg, Blekingeflyg, Kalmarflyg, Flysmåland samt Sundsvallsflyg.
Under 2018 lanserade BRA, som första flygbolag, möjligheten att välja biobränsle som en tillvalsprodukt till den ordinarie flygbiljetten. På samma sätt och steg i bokningsprocessen som kunden väljer till incheckat bagage, avbeställningsskydd, golfbag eller plats för hund eller katt i kabinen. Många flygbolag har sedan följt efter och erbjuder den möjligheten idag. Strax därefter lanserade BRA även möjligheten att köpa årskort och klippkort med biobränsle.
Till följd av Coronapandemin 2020, annonserade bolaget 13 mars 2020 att man ställde in 1 300 avgångar mellan 23 mars och 3 maj 2020, men att inga linjer skulle läggas ned helt. Man varslade också för att ytterligare besparingsåtgärder skulle komma att krävas. En vecka senare annonserade man ytterligare neddragningar av flygverksamheten, vilket bl.a. innebar att flygningarna på 12 av 18 inrikeslinjer upphörde helt fr.o.m 23 mars.. Den 1 april 2020 meddelade bolaget att, med hänvisning till regeringens och Folkhälsomyndighetens uppmaningar att avstå från inrikes resor, all trafik ställdes in under tiden 6 april till och med 31 maj 2020. Den 6 april 2020 ansökte bolaget om företagsrekonstruktion och verksamheten upphörde därmed tills vidare. Den 9 september 2020 avslutade bolaget rekonstruktionen enligt tingsrättens beslut. Efter det har bolaget startat upp flygtrafik igen.
ATR 72-flygplanen var i juni 2020 parkerade på Ängelholm Helsingborgs flygplats. Under hösten 2020 har flera av BRAs flygmaskiner tagits i trafik igen och flugit framför allt uppdragstrafik i Sverige och Europa.
Mellan 1 oktober 2020 och 10 januari 2021 trafikerade BRA sträckan Arlanda-Arvidsjaur en eller ett par gånger i månaden.

### Destinationer
I maj 2022 flög bolaget till 18 destinationer. Många av destinationerna trafikerades endast från Bromma flygplats, med dessa undantag:
- Visby trafikerades från Stockholm-Bromma, Göteborg-Landvetter, Malmö-Sturup, Ängelholm och Norrköping.
- Lyon trafikerades från Göteborg Landvetter.
- Sälen trafikerades från Stockholm-Bromma, Malmö, Ängelholm och Århus.
- Kristianstad trafikerades via Växjö från Stockholm-Bromma.

| Land      | Stad         | IATA | ICAO | Flygplats                              | Noteringar       |
| --------- | ------------ | ---- | ---- | -------------------------------------- | ---------------- |
| Sverige   | Göteborg     | GOT  | ESGG | Göteborg-Landvetter flygplats          |                  |
| Sverige   | Halmstad     | HAD  | ESMT | Halmstads flygplats                    |                  |
| Sverige   | Kristianstad | KID  | ESMK | Kristianstad flygplats                 | Från BMA via VXO |
| Sverige   | Kalmar       | KLR  | ESMQ | Kalmar flygplats                       |                  |
| Sverige   | Malmö        | MMX  | ESMS | Malmö flygplats                        |                  |
| Sverige   | Ronneby      | RNB  | ESDF | Ronneby Airport                        |                  |
| Sverige   | Stockholm    | BMA  | ESSB | Stockholm-Bromma flygplats             | Hubb             |
| Sverige   | Sälen        | SCR  | ESKS | Sälen-Scandinavian Mountains flygplats | Säsong, vinter   |
| Sverige   | Umeå         | UME  | ESNU | Umeå Airport                           |                  |
| Sverige   | Visby        | VBY  | ESSV | Visby flygplats                        |                  |
| Sverige   | Växjö        | VXO  | ESMX | Växjö-Kronobergs flygplats             |                  |
| Danmark   | Århus        | AAR  | EKAH | Århus flygplats                        | Från BMA         |
| Sverige   | Ängelholm    | AGH  | ESTA | Ängelholm Helsingborgs flygplats       |                  |
| Sverige   | Östersund    | OSD  | ESNZ | Åre Östersunds flygplats               |                  |
| Frankrike | Lyon         | LYS  | LFLL | Lyon-Saint Exupéry flygplats           | Från GOT         |
| Sverige   | Norrköping   | NRK  | ESSP | Norrköping-Kungsängens flygplats       | Säsong, sommar   |

## Flygplansflotta[13]
I december 2022 bestod bolagets flygplansflotta av:
| Flygplan   | Antal          | Passagerare/piloter/kabinbesättning | Övrigt | Order |
| ---------- | -------------- | ----------------------------------- | --- | ----- |
| ATR 72-600 | 13             | 72/2/2                              | Flygs av Braathens Regional Airways. Ersätter ATR 72-500, Avro RJ85 och Avro RJ100. De 4 nyaste levererades under sista kvartalet 2019 och första kvartalet 2020. Två ATR72-600 ansluter sig till flottan 2023 och utökar flottan till 15 ATR72 flygplan. | 1     |
| A319-100   | 4              | 150/156 / 2 / 3-4                   | Flyger på rutten Stockholm (BMA) - Malmö (MMX) samt charter. | 2     |
| Totalt     | 17 + 3 (Order) |                                     | |       |

### Tidigare flygplansflotta
| Flygplan                     | Antal | Avvecklad år | Passagerare/piloter/kabinbesättning | Övrigt |
| ---------------------------- | ----- | ------------ | ----------------------------------- | --- |
| Embraer E-190                | 3     | 2020         | 100/2/2                             | Leveranser fram tills sommaren 2020. Trafiken med dessa avslutades när verksamheten upphörde och planen återlämnades till ägarna därefter. Hyrdes från German Airways och flygs av WDL Aviation. Ersätter Avro RJ85 och Avro RJ100. |
| British Aerospace Avro RJ100 | 10    | 2020         | 112/2/3                             | Flögs av Braathens Regional Aviation. Ersattes av Embraer E-190 och ATR 72-600. |
| British Aerospace Avro RJ85  | 2     | 2020         | 95/2/2                              | Flögs av Braathens Regional Aviation. Ersattes av Embraer E-190 och ATR 72-600. |
| ATR 72-500                   | 3     | 2020         | 72/2/2                              | Flögs av Braathens Regional Airways. Ersattes av ATR 72-600 under första kvartalet 2020. |

## Olyckor och incidenter
Den 26 december 2016 kolliderade SAS Airbus A340 OY-KBC med BRA Avro RJ100 SE-DST på Kastrup flygplats. Ingen person kom till skada. SAS-planets winglet blev skadat, och det blev omfattade skador på rodret samt stabilisatorn på BRA:s RJ100. Incidenten skedde när SAS-planet taxade och BRA-planet stod vid gate. Efter incidenten utredde den danska haverikommissionen olyckan. Efter ett knappt år på Kastrup så avställdes SE-DST och gick till skrot. Interiören i kabinen flyttades över till ersättaren SE-DSZ som BRA köpt från Swiss International Air Lines.